# Andrew Qappik
Andrew Qappik, né le 25 février 1964 à Nunataq, est un artiste inuit renommé pour ses gravures et ses contributions graphiques à la culture inuite. Il est notamment l'auteur du drapeau officiel du gouvernement du Nunavut. 

## Biographie et carrière
Andrew Qappik a grandi à Pangnirtung, influencé par ses oncles Soloman et Imoona Karpik, qui étaient graveurs. Son grand-père, Pauloosie, était sculpteur avant de se tourner vers le dessin. Sa fille, Samantha Qappik, est également artiste. Dès l'âge de 14 ans, il intègre la collection de Pangnirtung avec cinq œuvres. À 17 ans, il commence à travailler à l'imprimerie de Pangnirtung. En 1988, il co-fonde l'Association des artistes inuits d'Uqqurmiut (UIAA) et devient plus tard membre de l'Académie royale des arts du Canada (RCA). Il a réalisé les armoiries, le drapeau du Nunavut ainsi que le drapeau de Nunavut Tunngavik Incorporated. Son travail allie techniques traditionnelles et influences contemporaines, contribuant à la reconnaissance et à la promotion de l'art inuit.

## Techniques, thématiques et œuvres majeures
Andrew Qappik utilise diverses techniques artistiques qui lui permettent d'explorer et d'exprimer la culture inuite, tout en intégrant des méthodes contemporaines. Il maîtrise notamment la gravure sur pierre, le pochoir, l'eau-forte, la lithographie, la gravure sur bois et le dessin. Ces techniques lui offrent une grande liberté d'expression, en combinant des traditions visuelles inuites et innovations artistiques.
Ses œuvres traitent principalement de thèmes qui traduisent un lien profond avec les traditions et le milieu inuit. Ses œuvres se portent sur la préservation du mode de vie traditionnel inuit, le respect envers la terre et les animaux, les relations familiales et communautaires, ainsi que sur les paysages de l'Arctique. Il comprend aussi l'emploi de perspectives variées et examine la spiritualité ainsi que les légendes inuits.
Un certain nombre d'œuvres notables d'Andrew Qappik illustrent son parcours artistique et son engagement dans la représentation de la culture inuite : Self-Portrait in Printshop (2003) montre l'artiste en tant que personnage à son poste de travail, cernant ainsi le sens du travail de gravure et son rôle dans l'art inuit ; Under My Wings (2001) met en scène la préservation et la transmission culturelle dans l'image d'un inuk qui veille sur les animaux de l'Artique, illustrant la réciprocité du respect de la part d'hommes envers la nature ; dans Sleeping Bear (2002), l'artiste représente un ours polaire endormi; une image puissante et fragile qui fait écho aux bouleversements que le réchauffement climatique impose aux animaux arctiques,.

## Expositions, distinctions et collections
Andrew Qappik a participé à plusieurs expositions et événements artistiques qui ont contribué à faire connaître son travail au niveau national et international. Parmi eux, on retrouve:

### Collectives
- Qaqqiq '95(Ottawa) [2]
- Arts Alive '05 (Ottawa) [2]
- Diverses galeries du sud du Canada [2]

Festivals d'arts:
- Nunavut Arts Festival [2]
- Great Northern Arts Festival (Inuvik, TNO) [2]

Autres événements artistiques:
- Salons commerciaux au Canada [2]
- Uqqurmiut Centre forArts & Crafts (Pangnirtung) [2]
- Arctic Winter Games (2002) [2]

Solo:
- Andrew Qappik: Pangnirtung Memories (2010) [3]

### Distinctions
Il a reçu plusieurs distinctions et reconnaissances, notamment:
- Création du drapeau pour le gouvernement du Nunavut [4]
- Participationà la création des armoiries et au drapeau du Nunavut [4]
- Création du drapeau pour Nunavut Tunngavik Incorporated [1]
- Identifié en tant que «Maître graveur» [2]
- Choisi pour lasérie d'éducation Je peux réaliser de l'art comme[2]...
- Artiste inuit de la troisième génération[4].
- Un des membres fondateurs de l'Association des artistes inuitsd'Uqqurmiut[2].
- Membre del'Académie Royale des Arts du Canada (RCA)[5].
- Participation à des festivals et ateliers artistiques [2]

### Collections muséales
Les œuvres d'Andrew Qappik sont conservées dans plusieurs institutions prestigieuses à travers le monde, dont:
- British Museum [6]
- National Gallery of Canada [3]
- Winnipeg Art Gallery [3]
- Canadian Museum of History [3]
- Dennos Museum Centre [7]

## Importance et reconnaissance
Andrew Qappik est connu pour son expertise dans des techniques d'impression comme la gravure sur pierre, le pochoir, l'eau-forte et la lithographie. Ses créations combinent des thèmes inuit traditionnels avec les réalités modernes de l'Arctique, proposant une perspective unique sur la culture et l'existence inuites. Au-delà de son oeuvre artistique, il a largement participéà la création de l'identité visuelle du Nunavut en créant le drapeau et les armoiries de ce territoire, sans oublier les drapeaux du gouvernement du Nunavut et de Nunavut Tunngavik Incorporated. En reconnaissance de son contribution, il a été nommé membre de l'Ordre du Canada en 2017.